# 이집트의 이스라엘
이집트의 이스라엘, 애굽의 이스라엘, 애굽에서의 이스라엘(Israel in Egypt, HWV 54)은 작곡가 게오르크 프리드리히 헨델(George Frideric Handel)의 성서적 오라토리오이다. 대부분의 학자들은 대본이 헨델의 메시아에 대한 성서 본문을 편집한 찰스 제넨스(Charles Jennens)가 준비했다고 믿는다. 이 책은 주로 출애굽기와 시편을 중심으로 구약성서에서 선별된 구절들로만 구성되어 있다.
이집트의 이스라엘(Israel in Egypt)은 1739년 4월 4일 헤이마켓의 런던 킹스 극장에서 엘리자베스 뒤파르크 "라 프란세시나", 윌리엄 새비지, 존 비어드(테너), 터너 로빈슨, 구스타프 왈츠, 토마스 라인홀드와 함께 초연되었다. 헨델은 킹스시어터의 오페라 시즌이 구독자 부족으로 취소된 직후 이 작품을 시작했다. 오라토리오는 데일리 포스트에서 칭찬을 받았지만 첫 청중의 호평을 받지는 못했다. 두 번째 공연은 단축되었으며, 주로 합창곡이 이탈리아 스타일의 아리아로 보강되었다.
이 작품의 첫 번째 버전은 두 부분이 아닌 세 부분으로 구성되어 있으며, 첫 번째 부분은 "시온의 길은 애도합니다"로 더 유명하며, 텍스트는 "이스라엘의 아들들이 애도합니다"로 변경되어 요셉의 죽음을 애도한다. 이 부분은 출애굽기 앞에 나오는 부분으로, 세 부분으로 구성된 버전에서는 1부가 아닌 2부이다.